# Geoffrey Onyeama

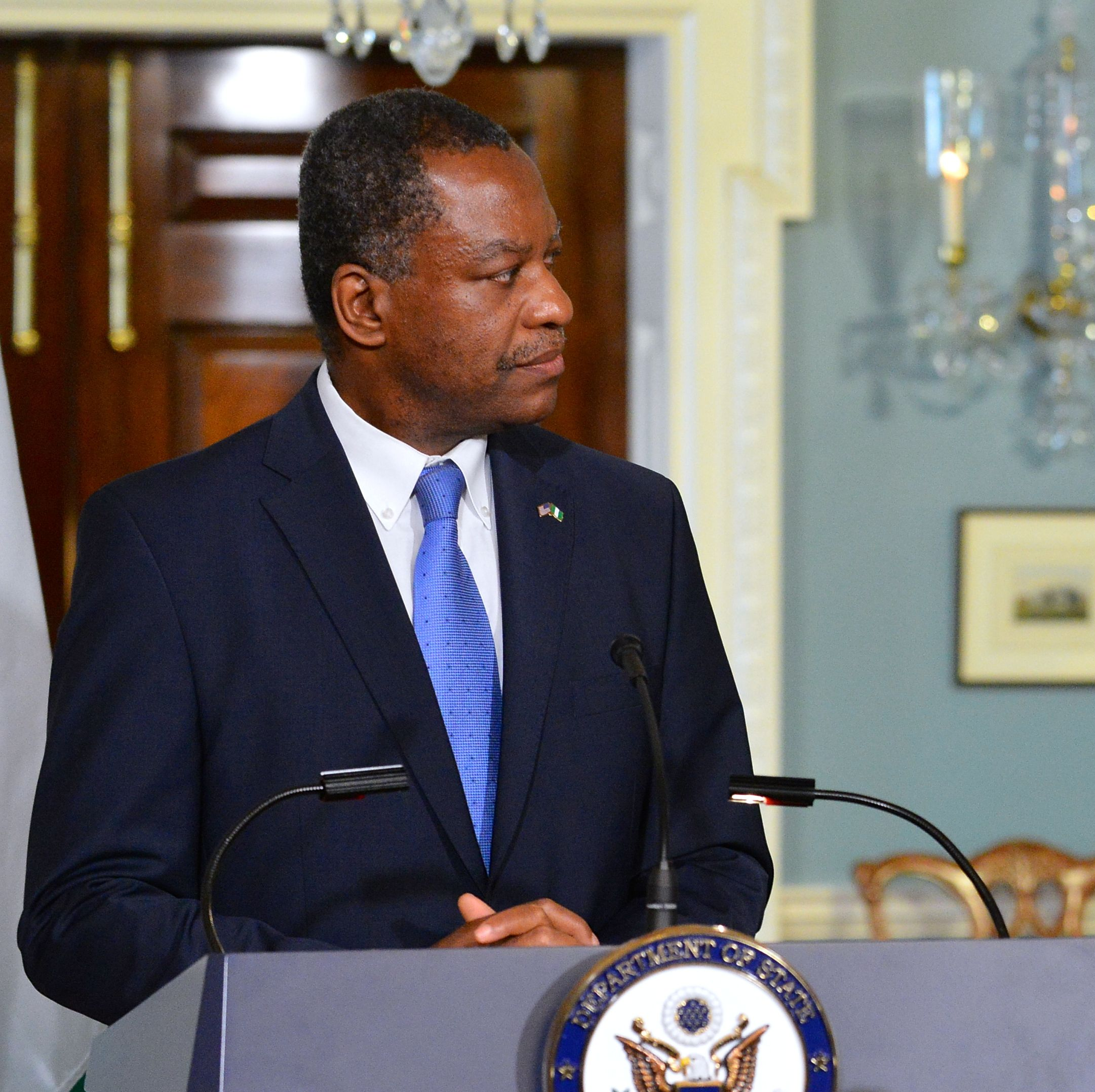
Geoffrey Onyeama

Geoffrey Jideofor Kwusike Onyeama (* 2. Februar 1956 in Enugu) ist ein nigerianischer Diplomat und Jurist. Onyeama war von November 2015 bis Mai 2023 unter Präsident Muhammadu Buhari der Außenminister von Nigeria.

## Laufbahn
Geoffrey Onyeama ist der Sohn des nigerianischen Juristen Charles Onyeama. Er erwarb 1977 einen Bachelor of Arts (B.A.) in Politikwissenschaften an der Columbia University in New York, und 1980 einen Bachelor of Arts (B.A.) in Rechtswissenschaften am St John’s College in Cambridge. Er hat einen Master of Law (LL.M) von der London School of Economics and Political Science aus dem Jahr 1982 und einen Master of Arts (M.A) in Rechtswissenschaften vom St. John’s College in Cambridge aus dem Jahr 1984. Onyeama wurde 1983 als Barrister at Law am Obersten Gerichtshof von Nigeria zugelassen und wurde 1981 auch in die englische Anwaltskammer Grey’s Inn berufen.
Onyeama begann seine Karriere als Research Officer in der Nigerian Law Reform Commission Lagos von 1983 bis 1984. Danach arbeitete er ein Jahr als Anwalt in seiner Heimatstadt Enugu. Im Jahr 1985 begann er für die Weltorganisation für geistiges Eigentum (WIPO) zu arbeiten, wo er als Experte für geistiges Eigentum fungierte. Er stieg in der WIPO auf und wurde 2009 Stellvertretender Generaldirektor für den Entwicklungssektor.
Im November 2015 wurde er von Präsident Muhammadu Buhari zum nigerianischen Außenminister ernannt. Am 19. Juli 2020 begab sich Onyeama in medizinische Isolation, nachdem bekannt wurde, dass er positiv auf COVID-19 getestet wurde. Ende August 2020 erholte sich Onyeama von COVID-19 und nahm seine leitende Funktion im Außenministerium wieder auf.

## Persönliches
Geoffrey Onyeama ist verheiratet in zweiter Ehe und ist Vater von drei Kindern. Er spricht die Sprachen Igbo, Englisch, Französisch und  Deutsch.